# Foxtrot (album)
Foxtrot è il quarto album in studio del gruppo musicale britannico Genesis, pubblicato il 15 settembre 1972 dalla Charisma Records.

## Descrizione
Dal punto di vista musicale, Foxtrot affianca temi scritti già da tempo dai membri della band a idee nuove. Se nel precedente Nursery Cryme i testi erano per gran parte ambientati nel passato, sia esso reale o letterario-fiabesco, in quest'album i riferimenti mitologici, letterari o biblici (come in Supper's Ready o in Can-Utility and the Coastliners) si affiancano all'attualità o al futuro fantascientifico (Watcher of the Skies, Get 'Em Out by Friday) o rimbalzano dagli uni agli altri (la stessa Supper's Ready).
L'album si apre con Watcher of the Skies, il cui testo fu scritto da Tony Banks e Mike Rutherford sulla terrazza di un albergo di Napoli dove il gruppo si trovava per il fortunato tour italiano legato a Nursery Cryme. La vista dall'alto della città campana apparentemente deserta ispirò agli autori l'idea di un mondo in cui l'umanità si è estinta, osservato con stupore da visitatori alieni. Il brano – e l'intero album – si apre con una lunga introduzione (1 minuto e 30 secondi) interamente eseguita da Tony Banks al mellotron, un esempio della commistione fra rock e spunti "sinfonici" tipica dei Genesis dell'epoca. Proprio grazie a questo passaggio, il brano divenne il pezzo di apertura fisso dei concerti dei Genesis sino al 1975: il gruppo lo eseguiva in penombra, illuminato solo da lampade di Wood che mettevano in risalto l'eye-glow attorno agli occhi di Gabriel, il quale compariva in scena con indosso un lungo mantello e un copricapo a forma di ali di pipistrello.
Time Table, nuovamente introdotta dal solo Banks, stavolta al pianoforte, è una canzone dalla struttura più tradizionale, il cui testo riflette amaramente sull'inesorabile decadenza cui tutte le vicende umane sono soggette e sulla legge della natura che tutto domina oggi come ieri.
Get 'Em Out by Friday, come già Harold the Barrel su Nursery Cryme, è una sorta di mini-operetta i cui personaggi parlano tutti in prima persona, e a ciascuno corrisponde un tema musicale differente. Peter Gabriel, autore del testo, immagina una prepotente operazione di speculazione edilizia dei giorni nostri, con tanto di sgombero forzato degli inquilini dalle vecchie alle nuove case, per poi trasportarla – nella seconda parte del brano - in un futuro distopico nel quale la stessa società immobiliare si è nel frattempo estesa anche al "controllo genetico" e sfrutta l'abbassamento della statura media degli esseri umani per risparmiare spazio e collocare le persone in abitazioni ancora più piccole. Gabriel muta timbri di voce e accenti a seconda del personaggio che interpreta.
Can-Utility and the Coastliners, il cui testo è stato composto da Steve Hackett, si ispira invece alla leggenda nordica di Canuto il Grande, il quale, stufo di essere adorato e adulato come una divinità dai suoi sudditi, volle dimostrare loro la sua natura puramente umana facendo porre il suo trono di fronte al mare ed ordinando alle acque di arrestarsi di fronte ad esso, ovviamente senza successo. Il trono che affonda nel mare è metafora ancora una volta della vanità delle cose umane.
La seconda facciata si apre con il breve brano strumentale per chitarra acustica Horizons, eseguito dal solo Hackett, ispirato al primo movimento della Suite per violoncello solo BWV 1007 di Bach, ed è poi interamente occupata dalla lunga suite Supper's Ready, in cui ritornano i temi biblici accennati nel primo album From Genesis to Revelation. Il brano conferma la propensione del gruppo per una narrazione ricca di riferimenti storici, mitologici e biblici, e dei giochi di parole che continueranno a caratterizzare la sua poetica anche in futuro. Suddivisa in sette sezioni, la suite incomincia con due amanti che si guardano negli occhi e, come per effetto di un'improvvisa suggestione, si ritrovano in un mondo parallelo nel quale si confrontano il Bene e il Male (simboleggiati da figure ambigue come "l'Uomo dell'Asilo Eterno Garantito" o Narciso che si muta in fiore). I due passano per la "fattoria del Salice" (Willow Farm), una sorta di parata grottesca e distorta di elementi del subconscio inglese – da un Churchill en travesti a "mamma che fa il bucato" mentre "papà sta in ufficio" – per poi finire seminati sottoterra e attendere il Giudizio Finale, con l'ultima definitiva battaglia tra Bene e Male dell'Apocalisse; la vittoria delle forze del bene avviene sulle note e sulle parole di una semplice canzone d'amore – la stessa già ascoltata in apertura – e i due amanti possono finalmente tornare a casa, seguendo in trionfo il "Re dei Re" nella "Nuova Gerusalemme".

## Accoglienza
| Recensione | Giudizio    |
| ---------- | ----------- |
| AllMusic   |             |
| OndaRock   | Consigliato |

L'album fu generalmente ben accolto: Rutherford affermò che i testi dei brani furono i migliori mai composti da Gabriel, mentre AllMusic ha citato Get 'Em Out by Friday come «il segno più evidente che i Genesis hanno fatto le ossa senza abbandonare la fantasia». La lunga suite finale Supper's Ready è diventata un brano simbolo del movimento progressive rock ed è stata definita come il «capolavoro indiscusso dei Genesis».
L'album rappresentò il primo successo ottenuto dal gruppo nel Regno Unito, debuttando alla dodicesima posizione della Official Albums Chart. In Italia invece, dove i Genesis avevano già riscosso fama con il precedente Nursery Cryme, arrivò al primo posto in classifica.
Nel giugno del 2015 la rivista Rolling Stone ha collocato l'album alla quattordicesima posizione dei 50 migliori album progressive di tutti i tempi.

## Tracce
Testi e musiche dei Genesis.
Lato A
1. Watcher of the Skies – 7:21
2. Time Table – 4:47
3. Get 'Em Out by Friday – 8:35
4. Can-Utility and the Coastliners – 5:45

Lato B
1. Horizons – 1:39
2. Supper's Ready – 22:57

## Formazione
- Peter Gabriel – voce, flauto, grancassa, tamburello, oboe
- Steve Hackett – chitarra elettrica, chitarra a 12 corde solista, chitarra solista
- Michael Rutherford – basso, pedal bass, chitarra a 12 corde, cori, violoncello
- Tony Banks – organo, mellotron, pianoforte elettrico, chitarra a 12 corde, cori
- Phil Collins – batteria, cori, percussioni assortite

## Classifiche
| Classifica (1972) | Posizione massima |
| ----------------- | ----------------- |
| Italia            | 1                 |
| Regno Unito       | 12                |